# Sojuz TMA-11M
Sojuz TMA-11M (ryska: Союз ТMA-11M) var en flygning i det ryska rymdprogrammet. Flygningen transporterade Michail Tiurin, Richard A. Mastracchio och Koichi Wakata till och från Internationella rymdstationen ISS.
Farkosten sköts upp från Kosmodromen i Bajkonur, 7 november 2013, med en Sojuz-FG-raket. Bara några timmar efter start dockade farkosten med rymdstationen.
Den 13 maj 2014 lämnade man ISS. Några timmar senare återinträdde farkosten i jordens atmosfär och landade i Kazakstan.
I och med att farkosten lämnade rymdstationen var Expedition 39 avslutad.